# Königreich Frankreich

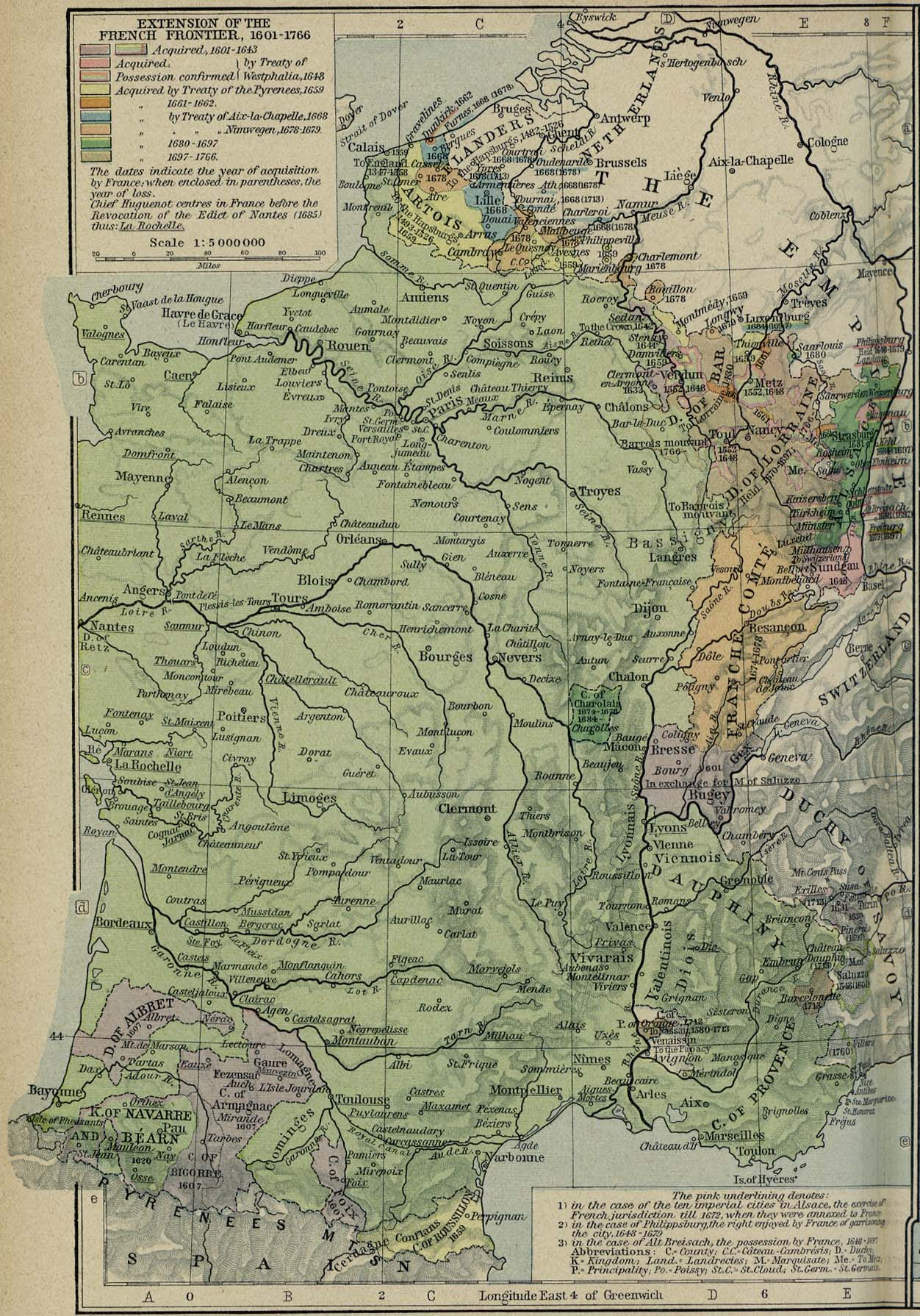
Die letzten selbständigen französischen Herrschaften (das Herzogtum Albret, die Grafschaften Armagnac, Bigorre und Foix) nebst neuen Annexionen

Das Königreich Frankreich war ein Königreich in Westeuropa. Bis ins 13. Jahrhundert war die Bezeichnung Königreich der Franken gebräuchlich, da das Königreich auf das 843 gegründete Westfränkische Königreich zurückgeht. Letzteres wiederum fußt auf den Königsrechten der fränkischen Teil- und Gesamtreiche, die unter dem Dach des Fränkischen Reiches existierten. Das Fränkische Reich hat einen Vorläufer im Salfränkischen Reich, das Ende des 5. Jahrhunderts die fränkischen Einzelreiche zusammenfasste.
Das französische Königreich wurde durch zwei Dynastien beherrscht: Die Karolinger (853–987) und die Kapetingische Dynastie (987–1792). Letztere ist gegliedert in die direkten Kapetinger (987–1328), das Haus Valois mit Nebenlinien (1328–1589) sowie das Haus Bourbon mit Nebenlinien (1589–1792).
Nach der Französischen Revolution 1789 wurde das konstitutionelle Königreich Frankreich begründet, das 1792 durch die Erste Französische Republik abgeschafft wurde. Während der Restauration (1814–1830) und der Julimonarchie (1830–1848) bestanden Königreiche gleichen Namens.

## Bezeichnung der Herrscher und des Reichs
In der karolingischen Epoche bis zur Reichsteilung von Verdun (751–843) bestand die Titulatur König der Franken fort. Karl I. (Karl der Große) nahm zudem 800 den Titel eines Römischen Kaisers an, den auch seine Nachfolger übernahmen. Die Teilkönigreiche waren weiterhin von Bedeutung. Die Reichsteilung 843 sah als Ergebnis unter anderem das westfränkische Königreich, aus dem das Königreich Frankreich wurde. Die westfränkischen Herrscher behielten den Titel König der Franken jedoch bis ins 13. Jahrhundert bei, ferner wurden sie weiterhin gewählt. Karl II. (Karl der Kahle) war auch römischer Kaiser.
Auch nach dem Dynastiewechsel im westfränkischen Reich von den Karolingern zu den Kapetingern im Jahre 987 – in der Geschichtsschreibung neben 843 oft als Beginn des französischen Königtums angesehen – bestand der Titel König der Franken (Roi des Francs) noch lange fort. Mitkönige sicherten den dynastischen Bestand. Bis zum letzten französischen König im Jahr 1848 (Julimonarchie) entstammten die Könige der Dynastie der Kapetinger, allerdings aus verschiedenen Häusern (direkte Kapetinger 987–1328, Valois und Nebenlinien 1328–1589, Bourbon und Nebenlinien 1589–1792, 1814/1815–1848).
Erst Philipp II. (1180–1223) verwendete um 1190 erstmals den Titel König von Frankreich (Roi de France, Franciae Rex, seltener Rex Franciae). Ludwig IX. (1214–1270) wechselte während seiner Regierungszeit in der offiziellen Bezeichnung von König der Franken zu König von Frankreich. Der Titel König der Franken bleibt aber bis zu Philipp IV. (1268–1314) in Gebrauch. Auf Münzen findet sich Francorum Rex sogar bis ins 17. Jahrhundert.
Die Titulatur König von Frankreich und Navarra (Roi de France et de Navarre) galt 1285 bis 1328 und wieder ab der Thronbesteigung Heinrichs IV. bis zum Jahr 1789. Zwischen 1328 und 1589 wurde wieder lediglich König von Frankreich verwendet. Der Zusatz Allerchristlichster König kam unter Karl VII. auf. Die Verfassung vom 3. September 1791 machte Ludwig XVI. zum König der Franzosen (Roi des Français). Diesen Titel behielt er bis zur Ausrufung der Republik am 21. September 1792. Statt auf das Territorium wurde nun auf die Bürger Bezug genommen.
Parallel zur Bezeichnung des Herrschers kam der Ausdruck Königreich Frankreich (Royaume de France) ebenfalls erst im 13. Jahrhundert in Gebrauch und ersetzte Royaume des Francs (Königreich der Franken) und Francie occidentalis (westliches Franken). Die Verfassung vom 3. September 1791 machte aus der absoluten eine konstitutionelle Monarchie. Äußeres Zeichen war hierfür, dass der König nun den Titel König der Franzosen tragen musste.
Bezeichnungen der Herrscher:
- 10. Jahrhundert–12./13. Jahrhundert: König der Franken (Rex Francorum)
- 1285–1328: König von Frankreich und Navarra (Roi de France et de Navarre)
- 12./13. Jahrhundert–1589: König von Frankreich (Roi de France)
- 1589–1791: König von Frankreich und Navarra (Roi de France et de Navarre)
- 1791/92: König der Franzosen (Roi des Français)

Bezeichnungen des Reichs:
- 10.–13. Jahrhundert: Königreich der Franken (Royaume des Francs)
- 13. Jahrhundert–1792: Königreich Frankreich (Royaume de France)